# WayUp
WayUp — американский сайт и мобильное приложение вакансий для студентов и недавних выпускников. Кандидаты на работу, использующие услуги, заполняют онлайн-профиль, который соединяет их с работодателями на основе интересов, опыта и навыков кандидата. По состоянию на март 2017 года у сайта было более 3,5 миллионов пользователей и 300 000 участвующих работодателей.
WayUp Inc. была основана в 2014 году под названием Campus Job, через два года после того, как её основатели Лиз Вессель и Джей Джей Флигельман окончили Пенсильванский университет. Сайт был запущен в августе того же года. Она росла примерно на 1000 пользователей в неделю, и в течение месяца после запуска было размещено 7500 списков вакансий. Веб-сайт изначально был предназначен для того, чтобы предоставить студентам возможность работать неполный рабочий день или временно, например, быть представителем бренда в кампусе. Позже стартап расширился до рабочих мест для недавних выпускников в течение нескольких лет после окончания колледжа.
WayUp привлекла почти 1 миллион долларов начального финансирования, за которым последовали 9 миллионов долларов в серии финансирования A и 18,5 миллионов долларов в раунде финансирования серии B. В 2017 году он приобрел конкурента Looksharp и представил новые функции профиля пользователя, которые подчеркивают личность и внеклассную деятельность кандидатов. WayUp также представил «Национальный день стажера», который отмечается в четвёртый четверг июля.
В июле 2021 года WayUp объявила о слиянии с компанией Yello, занимающейся разработкой программного обеспечения для подбора персонала.